# Caplletra (revista)
Caplletra, o amb el subtítol Caplletra. Revista Internacional de Filologia, és una revista editada i publicada per l'Institut Interuniversitari de Filologia Valenciana (IIFV) i Publicacions de l'Abadia de Montserrat (PAM).
Va aparèixer per primera vegada l'any 1986, a partir d'una iniciativa de l'Institut de Filologia Valenciana de la Universitat de València, amb la intenció d'esdevenir una plataforma científica de caràcter periòdic per a la difusió internacional de la recerca filològica sobre aspectes relacionats, directament o indirectament, amb la llengua, literatura i cultura pròpies del País Valencià, prestant una atenció especial a la filologia catalana i adreçada a tots els investigadors en aquestes matèries. Compta amb un consell assessor integrat per especialistes d'altres universitats espanyoles, britàniques, canadenques i nord-americanes. La revista, fundada i dirigida inicialment per Antoni Ferrando i Francès (1986-2001), ha estat dirigida successivament per Rafael Alemany Ferrer (2001-2003), Joan J. Ponsoda i Sanmartín (2003-2004), Vicent Simbor Roig (2004-2010), Maria Josep Cuenca Ordinyana (2010-2012) i Maria Josep Marín (2012-2016) Actualment, és codirigida per Vicent Josep Escartí i Soriano i Eulàlia Miralles.
La revista té una periodicitat semestral, publicant-se a la primavera i a la tardor. Els tres primers números publicats van ser de tipus miscel·lani, amb inclusió de ressenyes de llibres, mentre que els següents van tenir un caràcter monogràfic, sense incloure ressenyes. Els exemplars monogràfics, sempre coordinats per un o més responsables, han estat dedicats al tractament d'aspectes diversos dels àmbits lingüístic i literari. A partir de l'any 2000 la revista torna a incloure un apartat de ressenyes, i a partir del 2004 cada exemplar compagina un apartat de miscel·lània, amb un de monogràfics i un tercer de ressenyes. Així, combina una sèrie d'articles encomanats a especialistes de relleu amb una secció de treballs monogràfics sobre una temàtica determinada, i novament incorpora recensions crítiques de llibres. Pel que fa a l'edició electrònica de la revista, aquesta es presenta a través de la Biblioteca Virtual Joan Lluís Vives, on es poden consultar els articles quan han passat cinc anys des de la seva publicació en suport de paper. El 2016, tot coincidint amb el seu trentè aniversari, Caplletra va completar la seva digitalització i transformació en una revista d'accés obert, lliure i gratuït per als usuaris, mitjançant la pàgina web "www.revistacaplletra.com", la plataforma OJS de la Universitat de València de revistes científiques i la seva inclusió en plataformes, catàlegs de referència i bases de dades científiques i multidisciplinàries. Així, s'hi pot accedir a través del repositori de les Revistes Catalanes amb Accés Obert (RACO), i des de la base de dades Dialnet es poden consultar també els darrers articles apareguts. Amb aquests canvis la revista ha anat adaptant-se a les exigències de les revistes de màxima qualificació acadèmica. Actualment Caplletra s'ha convertit en un instrument de difusió fonamental en la investigació sobre llengua i literatura en l'àmbit català i internacional, i en un referent obligat en els estudis sobre filologia catalana.